# Chłopak na dworze króla Artura
Chłopak na dworze króla Artura (ang. A Kid in King Arthur's Court) – amerykańska komedia science fiction z 1995 roku w reżyserii Michaela Gottlieba na podst. powieści Jankes na dworze króla Artura Marka Twaina.
Był kręcony w Wielkiej Brytanii oraz na Węgrzech.

## Fabuła
Podczas meczu baseballowego ma miejsce trzęsienie ziemi. Pewien czternastolatek Calvin Fuller wpada w przepaść bez dna. Dzięki temu wskutek pomyłki trafia do średniowiecznej Anglii. Okazuje się, że czarownik Merlin chciał sprowadzić z przyszłości jakiegoś dzielnego rycerza zamiast chłopca. Jednak nie traci on nadziei i liczy na to, że Calvin również jest zdolny przywrócić świetność zamku Camelot i pomóc królowi. Dopiero, kiedy to zrobi będzie mógł wrócić do współczesności. Jego największym wrogiem staje się Lord Belasco, który chce odebrać Arturowi tron i władzę.

## Obsada
- Thomas Ian Nicholas – Calvin Fuller
- Joss Ackland – król Artur
- Art Malik – Lord Belasco
- Paloma Baeza – księżniczka Katey
- Kate Winslet – księżniczka Sarah
- Daniel Craig – Kane
- David Tysall – Ratan
- Ron Moody – Merlin
- Barry Stanton – kowal
- Michael Mehlmann – właściciel sklepu
- Melanie Oettinger – wieśniaczka
- Rebecca Denton – pomywaczka
- Michael Kelly – uczeń
- Louise Rosner – kobieta
- Paul Rosner – chłop

## Wersja polska
Opracowanie: Studio Opracowań Filmów w Warszawie

Reżyseria: Ewa Kopaczewska

Dialogi: Krystyna Skibińska-Subocz

Dźwięk: Krzysztof Nawrot i Stanisław Demko

Montaż: Halina Ryszowiecka

Kierownictwo produkcji: Ala Siejko

Wystąpili: 
- Jacek Sołtysiak – Calvin Fuller
- Włodzimierz Bednarski – król Artur
- Mariusz Czajka – Lord Belasco
- Dorota Lanton – księżniczka Katey
- Dominika Ostałowska – księżniczka Sarah
- Tomasz Kozłowicz – Kane
- Ryszard Nawrocki – Merlin
- Maciej Damięcki
- Marcin Kudełka

Lektor: Jacek Brzostyński